# Мордвинцев, Сергей Анисимович
Сергей Анисимович Мордвинцев (1900—1963) — лейтенант Советской Армии, участник Великой Отечественной войны, Герой Советского Союза (1945).

## Биография
Сергей Мордвинцев родился 27 марта 1900 года в селе Верхнесъезжее (ныне — Нефтегорский район Самарской области). Окончил четыре класса школы. В 1918—1922 годах проходил службу в Рабоче-крестьянской Красной Армии. Демобилизовавшись, проживал и работал в Самаркандской области Узбекской ССР. В августе 1941 года Мордвинцев повторно был призван в армию. С июля 1942 года — на фронтах Великой Отечественной войны. В 1944 году он окончил курсы младших лейтенантов.
К ноябрю 1944 года младший лейтенант Сергей Мордвинцев командовал взводом 125-го стрелкового полка 6-й стрелковой дивизии 53-й армии 2-го Украинского фронта. Отличился во время освобождения Венгрии. 7 ноября 1944 года взвод Мордвинцева одним из первых переправился через реку Тиса в районе населённого пункта Киш-Кере и принял активное участие в боях за захват, удержание и расширение плацдарма, отвлекая огонь противника на себя. Также взвод Мордвинцева отличился в боях за станцию Тарнасентмиклош.
Указом Президиума Верховного Совета СССР от 24 марта 1945 года младший лейтенант Сергей Мордвинцев был удостоен высокого звания Героя Советского Союза с вручением ордена Ленина и медали «Золотая Звезда».
В 1946 году в звании лейтенанта Мордвинцев был уволен в запас. Проживал в Чимкенте.
Скончался 21 апреля 1963 года. Похоронен старом городском кладбище по ул. Толстого.
Был также награждён орденами Отечественной войны 2-й степени и Красной Звезды, рядом медалей.